# Calycopis demonassa
Calycopis demonassa is een vlinder uit de familie van de Lycaenidae. De wetenschappelijke naam van de soort werd als Thecla demonassa in 1868 gepubliceerd door William Chapman Hewitson.